# Yaita
Yaita (矢板市?) è una città giapponese della prefettura di Tochigi.